# خریت هورستن
خریت هورستن (هلندی: Gerrit Horsten; ۱۶ آوریل ۱۹۰۰ – ۲۳ ژوئیهٔ ۱۹۶۱) بازیکن فوتبال اهل هلند بود.
از باشگاه‌هایی که در آن بازی کرده‌است می‌توان به باشگاه فوتبال ویتس‌آرنهم و باشگاه فوتبال ویلم دوم اشاره کرد.
وی همچنین در تیم ملی فوتبال هلند بازی کرده‌است.